# Vnajnarje
Vnajnarje (pronounced [ˈwnaːinaɾjɛ]; em fontes mais antigas também Vnanjarje) é um assentamento nas colinas ao leste da capital, Ljubljana, no centro de Eslovénia. Ele pertence ao Município da Cidade de Ljubljana. Era parte da tradicional região de Menor Carniola e agora está incluído com o resto do município na Central Eslovénia Estatístico da Região.